# Vlasina Okruglica
Vlasina Okruglica (izvirno srbsko Власина Округлица) je naselje v Srbiji, ki upravno spada pod Občino Surdulica; slednja pa je del Pčinjskega upravnega okraja.

## Demografija
V naselju, katerega izvirno (srbsko-cirilično) ime je Власина Округлица, živi 137 polnoletnih prebivalcev, pri čemer je njihova povprečna starost 46,4 let (47,3 pri moških in 45,6 pri ženskah). Naselje ima 62 gospodinjstev, pri čemer je povprečno število članov na gospodinjstvo 2,63.
To naselje je, glede na rezultate popisa iz leta 2002, večinoma srbsko, a v času zadnjih treh popisov je opazno zmanjšanje števila prebivalcev.
|  |

| Demografija | Demografija     | Demografija     |
| Leto        | Št. prebivalcev | Št. prebivalcev |
| ----------- | --------------- | --------------- |
|             |                 |                 |
|             |                 |                 |
|             |                 |                 |
|             |                 |                 |
| 1948        | 1686            |                 |
| 1953        | 1852            |                 |
| 1961        | 1576            |                 |
| 1971        | 1180            |                 |
| 1981        | 666             |                 |
| 1991        | 281             | 274             |
| 2002        | 166             | 163             |
|             |                 |                 |

| Etnična sestava po popisu iz leta 2002 | Etnična sestava po popisu iz leta 2002 | Etnična sestava po popisu iz leta 2002 | Etnična sestava po popisu iz leta 2002 | Etnična sestava po popisu iz leta 2002 |
| -------------------------------------- | -------------------------------------- | -------------------------------------- | -------------------------------------- | -------------------------------------- |
| Srbi                                   | Srbi                                   |                                        | 156                                    | 95,70%                                 |
| Jugoslovani                            | Jugoslovani                            |                                        | 2                                      | 1,22%                                  |
| Čehi                                   | Čehi                                   |                                        | 1                                      | 0,61%                                  |
| Bolgari                                | Bolgari                                |                                        | 1                                      | 0,61%                                  |
| Neznano                                | Neznano                                |                                        | 3                                      | 1,84%                                  |